# Споменик природе Јаворолисни платан у Новом Саду
Споменик природе Јаворолисни платан у Новом Саду је лондонски или јаворолисни платан који се налази у дворишту основне школе „Милош Црњански“ у Новом Саду, и који је стављен под заштиту 2002. године као значајно природно добро III категорије.
Лондонски платан је до почетка двадесетог века постао толико популаран да је чинио преко 60% дрвећа у Лондону, међутим, због његове популарности се веома брзо раширио по целом свету па тако је стигао и до Новог Сада. 
Платан у дворишту основне школе „Милош Црњански“ је веома доброг здравственог стања без обзира на његову старост која се процењује на преко 100 година. На подручју овог Споменика природе установљен је режим заштите III степена чиме су прописане одређене забране, док је дозвољено спровођење свих биолошко-техничких мера које имају за циљ заштиту и очување стабла.
Управљач овог Споменика природе, као и осталих стабала која су стављена под заштиту на територији града Новог Сада је ЈКП „Градско Зеленило“ које је дужно да стабло чува и одржава у складу са прописаним мерама заштите.